# Бренголо
Бренголо (фр. Bringolo) насеље је и општина у северозападној Француској у региону Бретања, у департману Приморје која припада префектури Генган.
По подацима из 2011. године у општини је живело 416 становника, а густина насељености је износила 44,35 становника/km². Општина се простире на површини од 9,38 km². Налази се на средњој надморској висини од 132 метара (максималној 132 m, а минималној 57 m).

## Демографија
| 1962. | 1968. | 1975. | 1982. | 1990. | 1999. | 2011. |
| ----- | ----- | ----- | ----- | ----- | ----- | ----- |
| 319   | 397   | 348   | 329   | 301   | 304   | 416   |

График промене броја становника у току последњих година